# Gabriel Sagard
Pour les articles homonymes, voir Sagard (homonymie).
Gabriel Sagard (v. 1590-1640) est un missionnaire français qui effectue un bref séjour en Huronie en 1623 et 1624. Ce récollet laisse ensuite deux œuvres, Grand voyage du pays des Hurons en 1632, accompagné d'un dictionnaire huron, et Histoire du Canada et voyages que les freres mineurs recollects y ont faicts pour la conversion des infidelles en 1636. Écrites et publiées pour défendre les activités des Récollets, absents du Canada depuis 1629, elles font de lui l'un des premiers historiens religieux du Canada.

## Biographie

### Enfance et formation

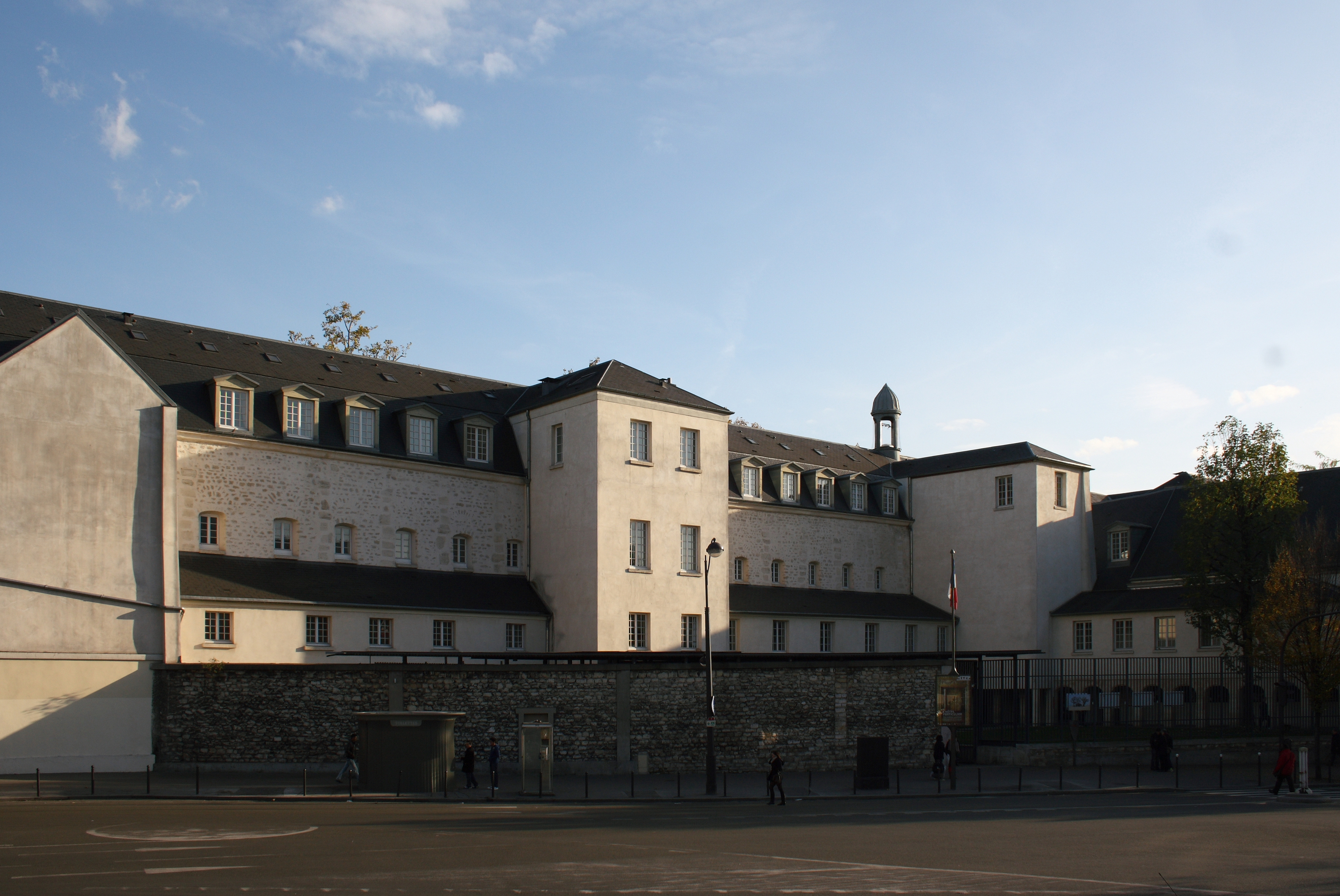
Le couvent des Récollets à Paris.

Sa date de naissance exacte étant inconnue, on estime que Gabriel Sagard serait né entre 1580 et 1590. On ne sait rien de sa famille, seulement que son nom au baptême aurait été Théodat. Il grandit en Lorraine avant d'entrer chez les Récollets. Entre 1610 et 1614, Sagard se trouve au couvent des Récollets à Metz où il prend la bure. À partir de 1612, il est secrétaire privé du provincial des Récollets de Saint-Denis à Paris, le père Jacques Garnier Chapouin. Ce dernier envoie Jean Dolbeau, Denis Jamet, Joseph Le Caron et Pacifique Duplessis en mission en Amérique en 1615 à la demande de Samuel de Champlain. Sagard aurait aimé « estre de la partie » mais il demeure en France.

### Mission en Nouvelle-France (1623-1624)
Gabriel Sagard devra patienter encore quelques années avant de mettre le pied au Canada. Entre-temps, il étudie les langues autochtones. Il arrive finalement à Québec avec le père Nicolas Viel le 28 juin 1623. Le 16 juillet, il quitte déjà le couvent des Récollets de Québec en compagnie de Viel et de Le Caron. Sagard s'installe au pays des Hurons le 20 août, plus précisément à Ossossané. Il aidera plus tard Viel et Le Caron à ériger une cabane, qui tiendra lieu de couvent, à Carhagouha. En juillet 1624, son supérieur le rappelle à Paris.

### Grand voyage du pays des Hurons
En 1625, le duc de Montmorency se départ de sa charge de vice-roi du Canada au profit d'Henri de Lévis duc de Ventadour. Le nouveau vice-roi Ventadour demande les notes de Sagard, qui en profite pour faire un compte rendu de la mission. Les sources ne permettent pas de savoir ce que Sagard fait ensuite de 1625 à 1632. Entre-temps, les Jésuites ont été appelés à partager la mission du Canada avec les Récollets. Ils s’établissent près du couvent de ces derniers, situé à proximité de la rivière Saint-Charles, en 1625.
À l’été 1629, Champlain remet Québec aux frères Kirke, qui représentent le roi anglais Charles Ier. Le 9 septembre suivant, les Récollets quittent la Nouvelle-France. Ce n'est que le 29 mars 1632, date de la signature du traité de Saint-Germain-en-Laye, que l’Angleterre rétrocède la colonie à la France. Les Récollets s'attendent à retourner en Nouvelle-France et se préparent en conséquence. À leur grand désarroi, ils ne peuvent toutefois pas revenir dans leur couvent, ce sont plutôt les Jésuites qui leur ont été préférés.
Les Récollets cherchent donc un moyen de témoigner de leurs activités coloniales afin d'inciter les administrateurs et les ministres de leur permettre d'y revenir. Sagard fait paraître Grand voyage du pays des Hurons, auquel il annexe un dictionnaire huron, dans ce contexte. Si son écriture avait débuté à Québec, l'ouvrage est finalement publié en août 1632, la même année où Paul Lejeune écrit la première Relations des Jésuites et Champlain réédite ses Voyages. D'ailleurs, ce dernier n'y aborde pas le travail effectué par les Récollets de 1615 à 1629.
Dans son ouvrage, Sagard observe surtout les Attignaouantans, les Hurons et les Pétuns. Il étudie leurs mœurs et coutumes, leur habitat, leur alimentation, décrit la faune et la flore et relate divers événements survenus au cours de la mission. Tout cela a pour but de faire la preuve de l’importance de la tâche accomplie par sa communauté et de favoriser le retour des Récollets au Canada.

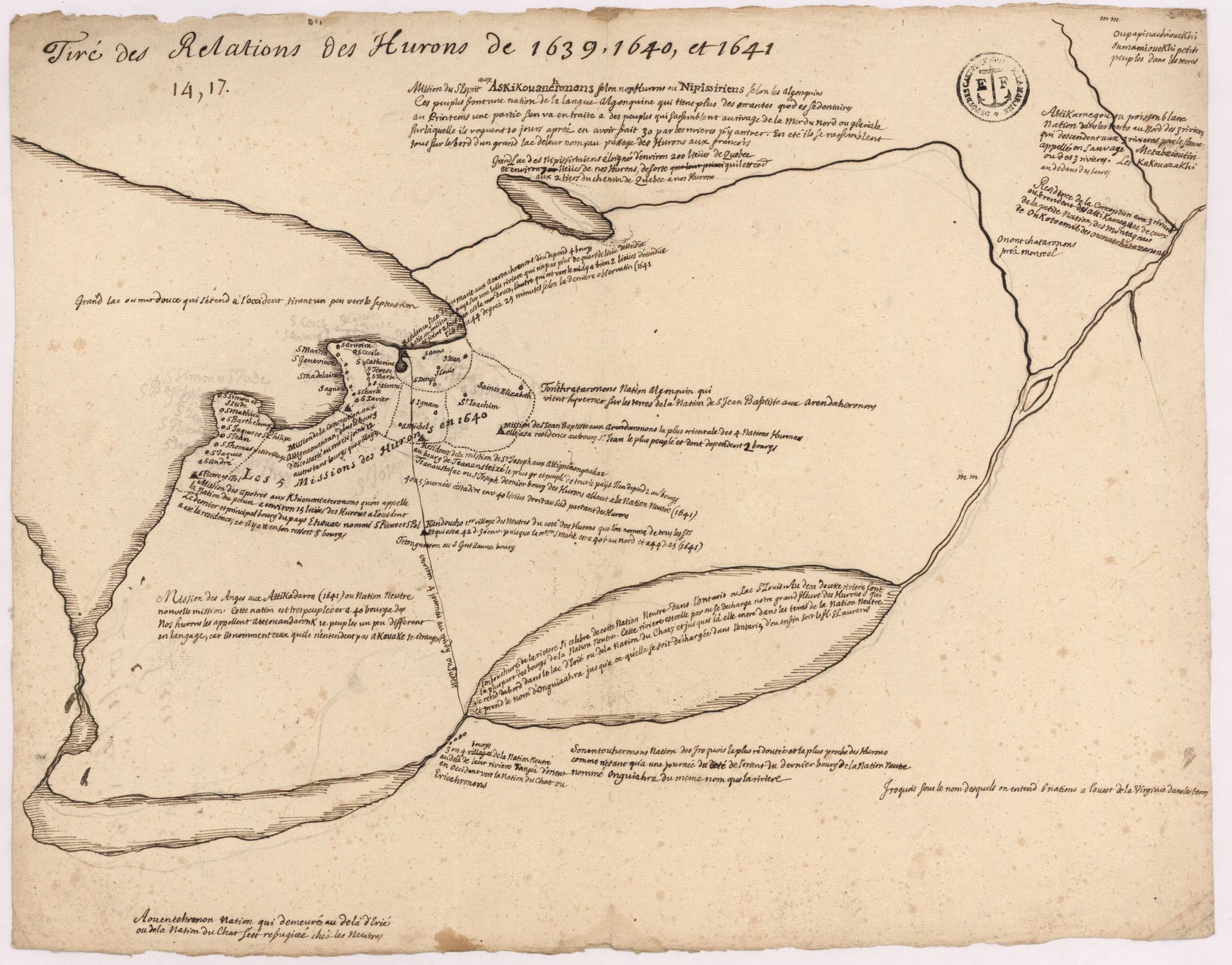
Le pays des Hurons vers 1640.

### Histoire du Canada
Même si la Congrégation De Propaganda Fide, à Rome et le cardinal de Richelieu, en France permettent aux Récollets de revenir en Nouvelle-France en 1635, dans les faits, cette autorisation ne se concrétise pas. Leur retour dans la colonie canadienne est continuellement repoussé. C'est dans ce contexte que Sagard publie une Histoire du Canada et voyages que les freres mineurs recollects y ont faicts pour la conversion des infidelles en 1636. Dans cet ouvrage, qui comprend des passages du Grand voyage du pays des Hurons revu et augmenté, il défend à nouveau les activités missionnaires des Récollets au Canada. Mais cette fois, le ton est plus acrimonieux. On sent que les Récollets commencent à être exaspérés, entraînant des tensions au sein même de leur communauté.

### Mort
Sagard quitte les Récollets en 1636 pour s'installer au Grand Couvent des Cordeliers. Les raisons de ce changement de communauté restent inconnues. Malgré les protestations des Récollets, il obtient le droit de demeurer chez les Cordeliers le 20 octobre de la même année. Les historiens perdent ensuite sa trace. Même si sa date de décès n'est elle non plus pas connue, ils estiment que Gabriel Sagard meurt vers 1650.

## Œuvres

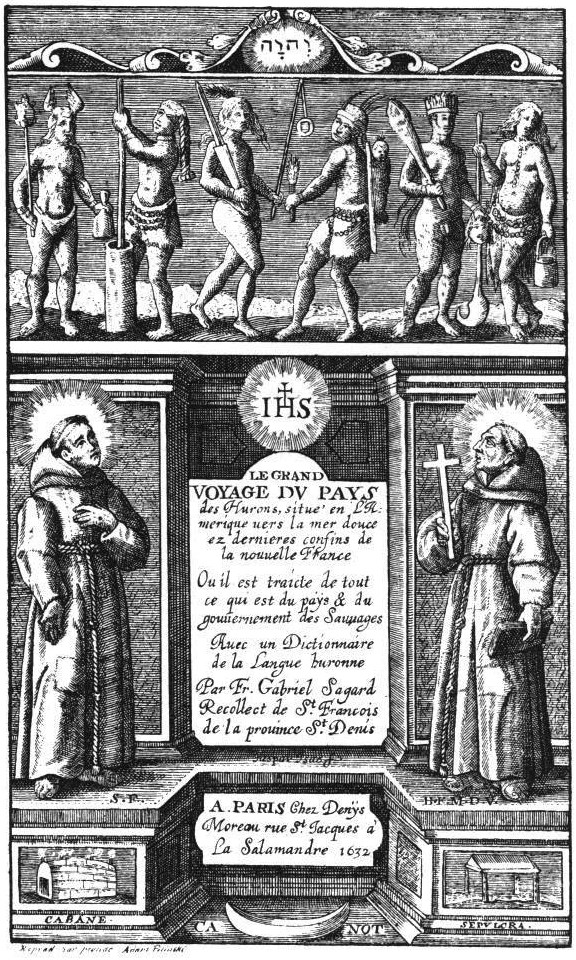
Gravure illustrant l'ouvrage de Gabriel Sagard, Le Grand Voyage du Pays des Hurons, publié en 1632.

- Le grand voyage du pays des Hurons, situé en l'Amérique vers la mer douce, és derniers confins de la nouvelle France, dite Canada; Dictionnaire de la langue huronne, Paris, Denys Moreau, 1632[17].
- Histoire du Canada et voyages que les freres mineurs recollects y ont faicts pour la conversion des infidelles Fait & composé par le f. Gabriel Sagard, Theodat, C. Sonnius, 1636.

## Toponymie
- Sagard, territoire non organisé, dans Charlevoix-Est au Québec[18].
- Le parc Gabriel-Sagard à Montréal.
- La rue Sagard à Québec.
- La rue Gabriel-Sagard à Drumondville.
- La place Gabriel-Sagard à Boucherville.